# Estação de Mitry-Claye
A Estação de Mitry-Claye é uma estação ferroviária francesa na linha de La Plaine a Hirson et Anor (frontière), localizada no território da comuna de Mitry-Mory, no departamento de Sena e Marne na Ilha de França. Ela também serve Claye-Souilly, capital do cantão localizado a quatro quilômetros ao sul.
Foi colocado em serviço pela Compagnie des chemins de fer du Nord quando a linha foi inaugurada em 1861.
É uma estação da Société Nationale des Chemins de Fer Français (SNCF) servida pelos trens da linha B da Rede Expressa Regional (RER) da Île-de-France e pelos trens da linha K do Transilien.

## Situação ferroviária
Estabelecida a uma altitude de 70 metros, a estação de Mitry - Claye está localizada no ponto quilométrico (PK) 26.694 da linha de La Plaine a Hirson et Anor (frontière) entre as estações de Villeparisis - Mitry-le-Neuf (também localizada na comuna de Mitry-Mory) e Compans.

## História

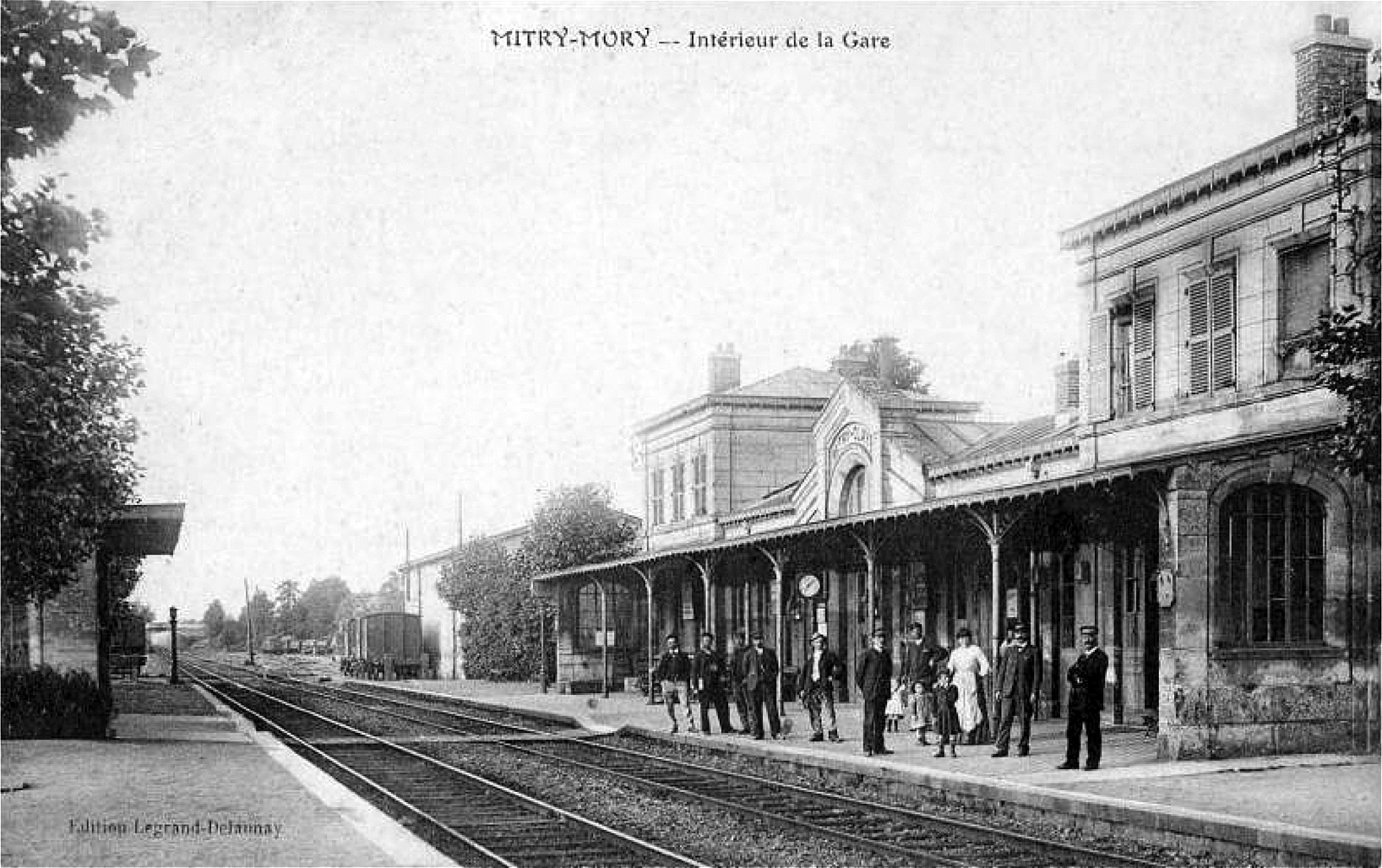
Edifício de passageiros e plataformas por volta de 1900.

A Compagnie des chemins de fer du Nord obteve a concessão de uma linha de Paris a Soissons em 26 de junho de 1857. Construída entre 1860 e 1861, a estação Mitry foi colocada em serviço pela Compagnie du Nord em 31 de agosto de 1861 quando o trecho da estação de Sevran à estação de Villers-Cotterêts foi inaugurado. O trecho, que atravessa o departamento de Sena e Marne, tem quilômetro; inclui apenas duas estações, Mitry e Dammartin - Juilly, cada uma das quais com um edifício de passageiros estabelecido de acordo com um plano padrão da empresa. É constituída por um edifício central de um só piso ladeado por dois edifícios de um só piso. O chefe da estação tem o seu alojamento no edifício da esquerda e o subchefe da estação no da direita. O edifício central tem salas de espera à direita e escritórios à esquerda; a porta de entrada é encimada por um frontão ao centro.
A infraestrutura da estação foi concluída nos anos seguintes. Em particular, foram adicionados toldos nas plataformas e no “pavilhão de facilidades” em 1863 e um armazém de mercadorias em 1867. Estas adições continuaram na década de 1870, com armazéns em 1874 e um anexo com telheiro para carruagens de transferência, estábulo para 10 cavalos e alojamento para um cavalariço.

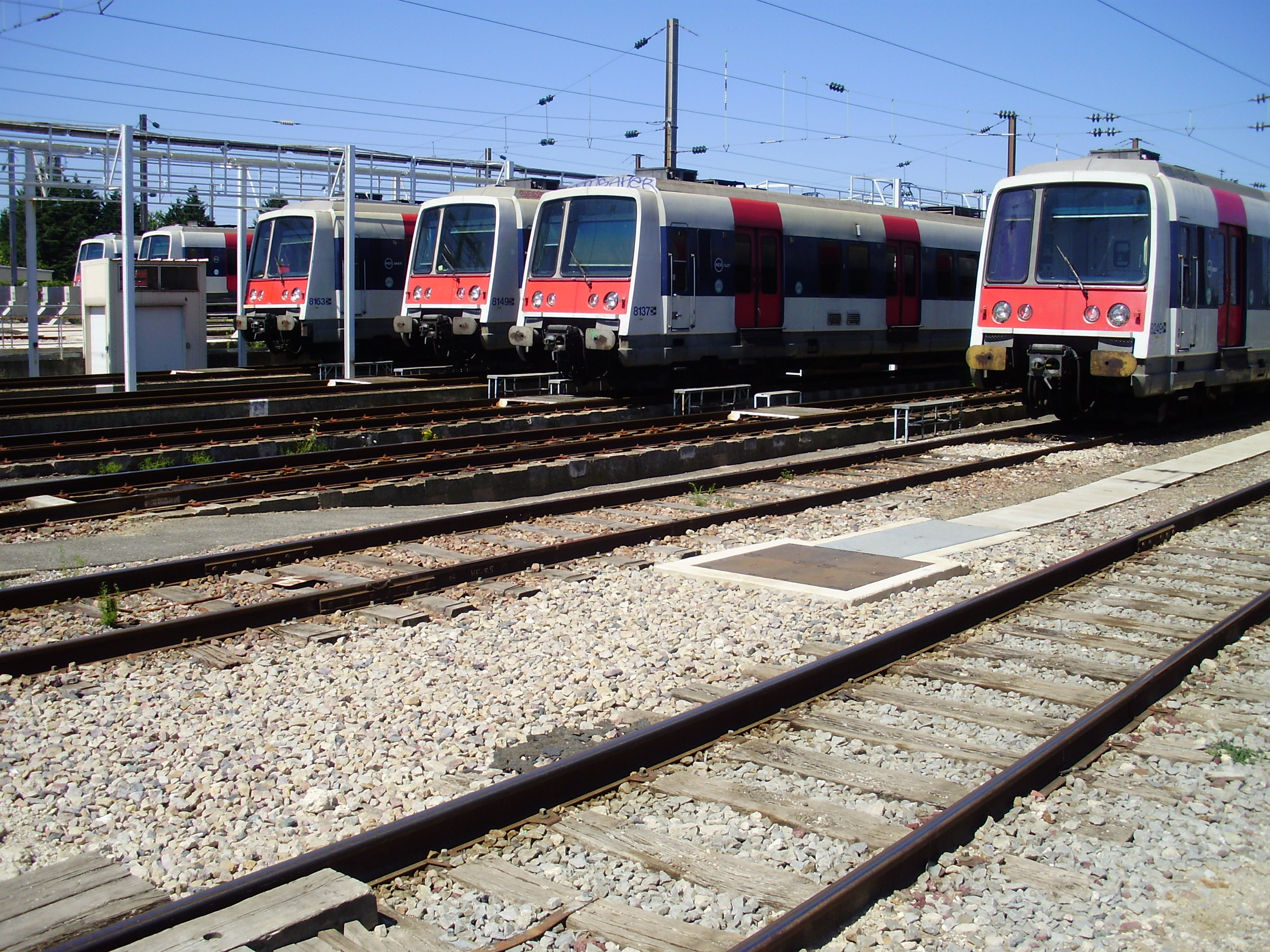
Trens do RER B nas vias de garagem.

No âmbito do projeto RER B Nord +, a estação Mitry-Claye passou por uma grande reforma de 2007 a 2011, a fim de melhorar a capacidade, regularidade e confiabilidade da linha B do RER. Esta obra consistiu na realização de uma quarta via com mais de metro  entre Villeparisis - Mitry-le-Neuf e Mitry - Claye (envolvendo a criação de duas pontes ferroviárias), a modificação das instalações no terminal do RER e a substituição do caixa de sinalização, bem como o levantamento das plataformas para facilitar o acesso aos trens.
Em 2018, segundo estimativas da SNCF, o atendimento anual da estação foi de 2 991 200 passageiros (número arredondado para a centena mais próxima).

## Serviço aos passageiros

### Recepção
Estação SNCF da rede Transilien, oferece vários serviços com, nomeadamente, facilidades e serviços para pessoas com mobilidade reduzida. Está equipado com autômatos para a venda de bilhetes de transporte (Transilien, Navigo e Main Lines) bem como um "sistema de informações de tráfego ferroviário em tempo real". Uma loja de jornais e revistas está instalada na estação.

### Ligação

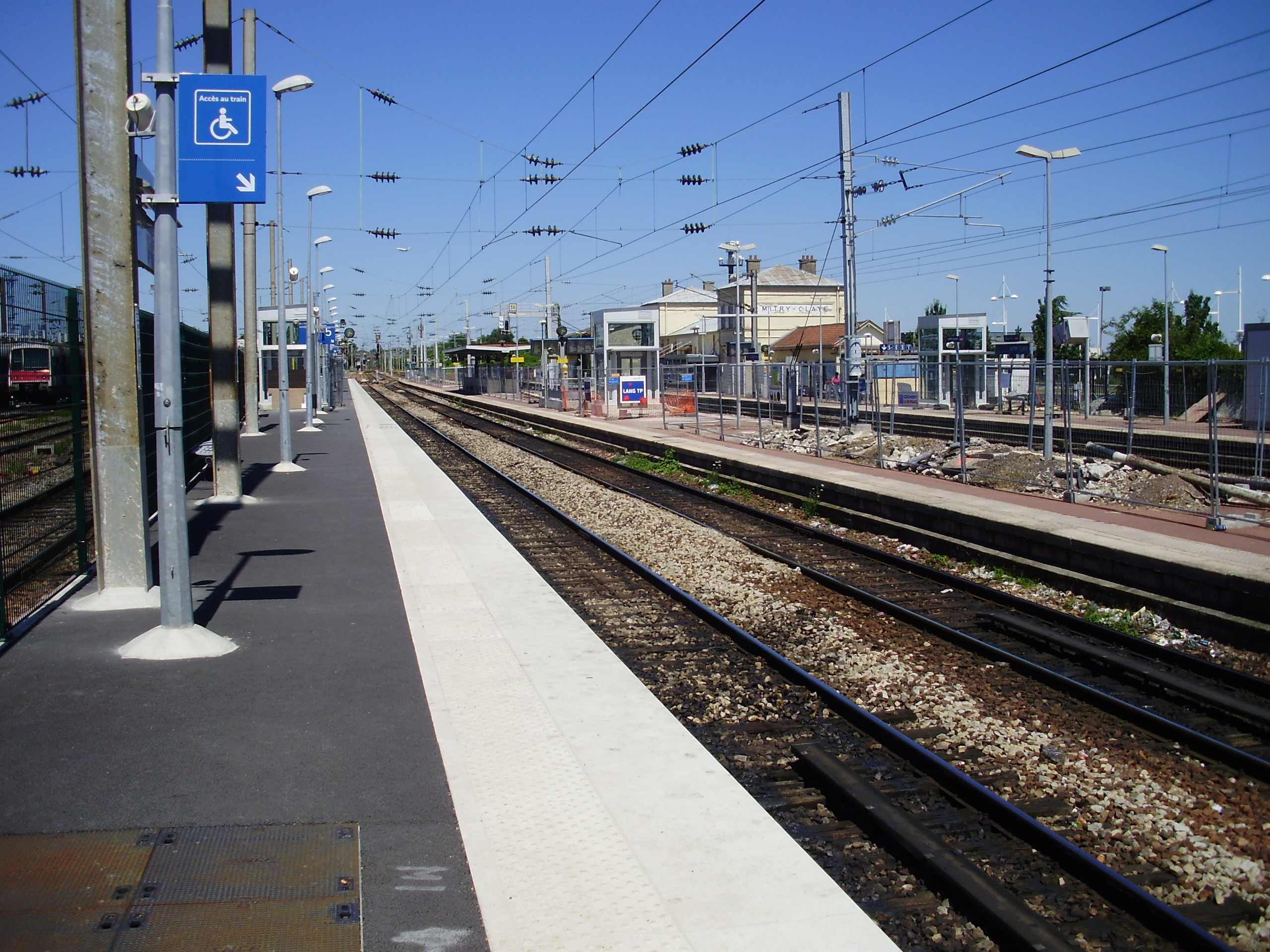
Vista geral da estação depois da extremidade sudoeste da plataforma 5 utilizada pelos trens da linha B do RER.

É o terminal do ramal B5 da linha B do RER. A estação também é servida por trens da linha K da Transilien.

### Intermodalidade
Correspondências são possíveis para servir os diferentes bairros de Mitry-Mory e arredores com as seguintes linhas de ônibus:
- as linhas 3A, 13, 16, 22 e 24 da rede de ônibus CIF;
- as linhas 9, 12, 17 e 18 da rede de ônibus da TVF;
- a linha 3s da rede de ônibus Apolo 7;
- serviços de transporte sob demanda Filéo Roissy Sud e TàD Goële.

A estação é a única estação terminal da linha B do RER a não se beneficiar de um serviço noturno pela rede de ônibus Noctilien, uma vez que a linha N41 pára mesmo na estação antes de Villeparisis Mitry-le-Neuf. No entanto, está disponível um serviço por demanda, com reserva obrigatória, denominado Filéo; ele permite uma conexão com o Aeroporto de Paris-Charles-de-Gaulle.
Estão disponíveis parques de estacionamento gratuitos para mais de 500 lugares, rue Jean-Caille e rue Paul-Gauguin. Existe também um estacionamento de bicicletas.

## Serviço de carga
Esta estação está aberta ao serviço de carga.